# Calligonum triste
Calligonum triste är en slideväxtart som beskrevs av Litwinow. Calligonum triste ingår i släktet Calligonum och familjen slideväxter. Inga underarter finns listade i Catalogue of Life.